# Isis King
Isis King (1 de octubre de 1985) es una modelo y diseñadora de modas estadounidense. Fue una de las concursantes de la Temporada 11 de America's Next Top Model, obteniendo el décimo lugar y siendo la primera trans del programa en competir en el reality, convirtiéndose en una de las personas transexuales más visibles en la televisión. También fue parte del ciclo All Stars de America's Next Top Model.

## Biografía
King es originaria del Condado de Prince George, Maryland, y actualmente reside en Nueva York. King fue asignado varón al nacer, pero ella afirma que "es mentalmente y demás femenina". Se comenta que dice que la gente puede referirse a ella como transgénero o transexual, pero ella prefiere la frase "nacido en el cuerpo equivocado".